# Cytinaceae
Cytinaceae é um nome botânico de uma família de plantas dicotiledóneas. A família com este nome raramente é reconhecida pelos sistemas de taxonomia vegetal. No sistema de Candolle era colocado com posição incerta (incertae sedis).
No sistema APG (1998), a família foi novamente como posição incerta.
O sistema APG II (2003) não reconhece a família e deixa o género Cytinus como não colocado.
O sistema Angiosperm Phylogeny Website e o sistema APG III (2009) reconhecem a família, colocando-a na ordem Malvales.
Trata-se de uma família pequena, com plantas parasitas, que ocorrem em torno do Mediterrâneo, na América Central, na África do Sul e em Madagáscar.
Compreende dois géneros, Cytinus e Bdallophytum e aproximadamente 10 espécies.
Estes dois géneros estavam formalmente na família Rafflesiaceae, dentro da ordem Malpighiales. Os estudos filogenéticos com uso de dados moleculares, não obstante, permitiram determinar que deviam ser separados na sua própria família, dentro da ordem Malvales.